# Богданов, Пётр (подпольщик)
Пётр Иванов Богданов (1908—1942) — болгарский коммунистический деятель, в годы Второй мировой войны — участник болгарского движения Сопротивления. Арестован спецслужбами и казнён по приговору трибунала.

## Биография
Пётр Богданов родился в болгарском городе Трявна 16 июня 1908 года. Вступил в Болгарскую рабочую партию. В 1936 году был арестован и осуждён в соответствии с законами тех лет к десяти годам лишения свободы. В 1940 году Богданов был освобождён по амнистии.
В годы Второй мировой войны Богданов принимал участие в болгарском движении Сопротивления, вошёл в состав руководства Центральной военной комиссии Болгарской рабочей партии. В 1942 году Богданов был арестован благодаря предательству в партии совместно с рядом своих товарищей по партии и отдан под трибунал. Был одним из главных фигурантов процесса по делу Центральной военной комиссии. В числе двенадцати подсудимых 23 июля 1942 года трибунал приговорил Богданова к смертной казни через расстрел (среди приговорённых к расстрелу также были Антон Иванов, Антон Попов, Атанас Романов, Георги Минчев и Никола Вапцаров). В тот же день приговор был приведён в исполнение на софийском гарнизонном стрельбище.